# 곡선중학교
곡선중학교(谷善中學校)는 대한민국 경기도 수원시 권선구 권선동에 있는 공립 중학교이다.

## 학교 연혁
- 1989년 1월 26일 : 곡선중학교 설립인가(39학급)
- 1989년 2월 25일 : 보통 교실 13실, 특별 교실 4실 준공
- 1989년 3월 1일 : 초대 이민구 교장 취임
- 1989년 3월 4일 : 제1회 입학식(13학급 708명)
- 1992년 2월 14일 : 제1회 졸업식 (747명)
- 2022년 3월 1일 : 제10대 박현영 교장 취임
- 2023년 12월 21일 : 제33회 졸업식 144명 (총 13,811명)
- 2024년 3월 4일 : 제36회 입학식 (3학급 85명)

## 참고 자료
- 곡선중학교 - 한국교육학술정보원 학교알리미